# Girolamo Zenti

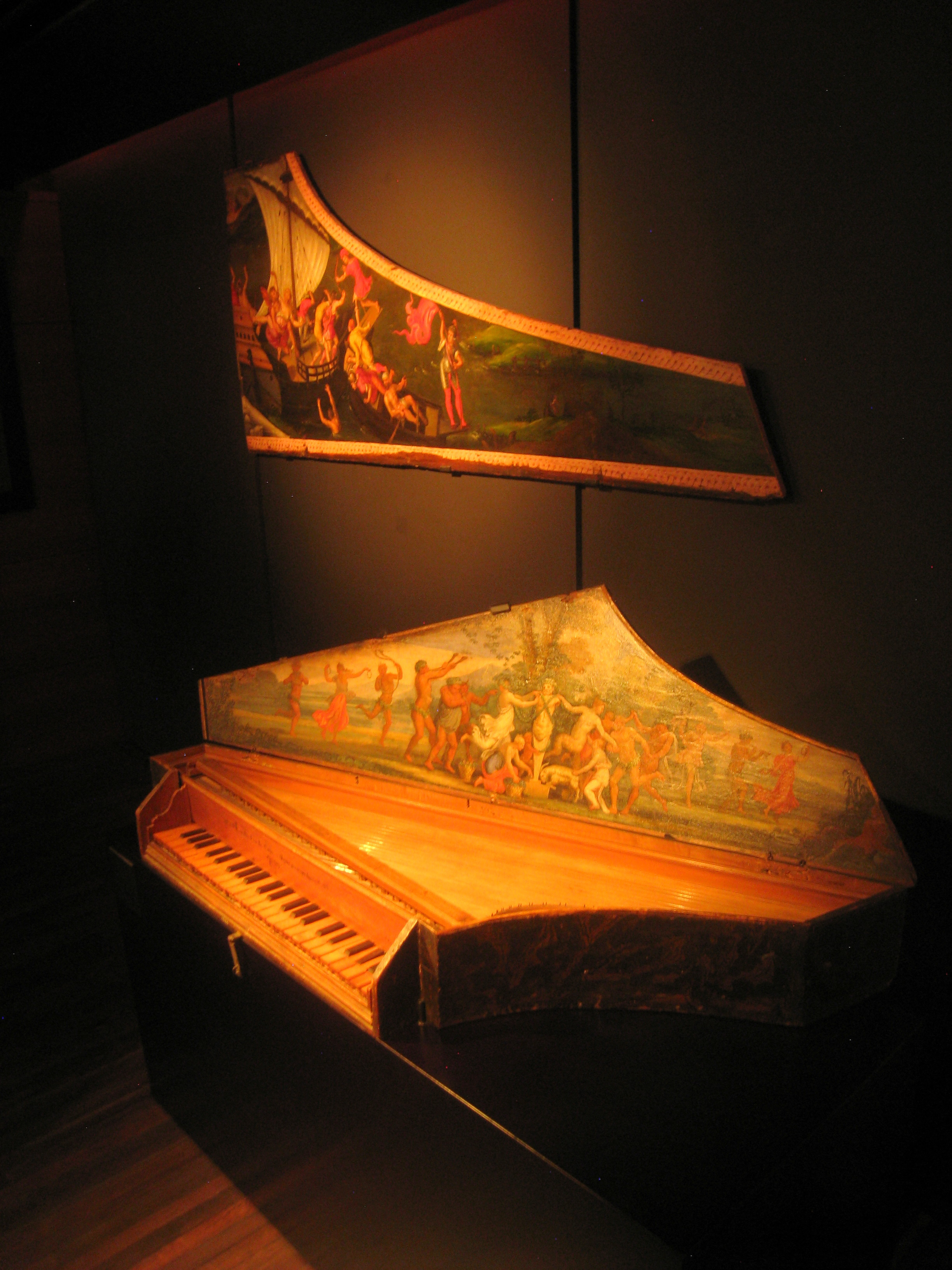
Spinett, 1631, von Girolamo Zenti

Girolamo Zenti, auch Girolama de Zenti, Gerolamo de Sentis oder Hieronymus de Zentis (* etwa 1609 in Viterbo; † etwa 1666 in Paris), war ein italienischer Cembalo- und Orgelbauer.

## Leben
Girolamo Zenti wurde in Viterbo bei Rom geboren. Er war Lehrling in der Werkstatt von Giovanni Battista Boni, die er nach dessen Tod im Jahr 1641 weiterführte. Für das Jahr 1638 ist dokumentiert, dass Zenti in Rom als Cembalobauer registriert war. Im Jahr 1641 war er für die Instrumentensammlung von Papst Urban VIII. verantwortlich. Er reiste 1653 an den Schwedischen Königshof und arbeitete für Königin Christina. Nach Rom kehrte er im Jahr 1660 zurück, um eine Orgel zu bauen, die er allerdings nicht fertigstellte.
1662 reiste er nach Paris, wurde jedoch 1664 an den Königshof von Karl II. nach London geholt. Dort trug er den Titel King’s Virginal maker. Noch im selben Jahr kehrte er zurück nach Rom, 1666 reiste er erneut nach Paris. Dort verstarb er kurze Zeit später.
Vermutlich war Zenti auch am Hof der Medici in Florenz. Dort wurden um das Jahr 1700 anlässlich einer Inventur bei der Ankunft von Bartolomeo Cristofori sechs seiner Instrumente gezählt.

## Erfindung des Spinetts
Zenti wird die Erfindung des Spinetts zugeschrieben. Er ist der Erbauer des ältesten erhaltenen Spinetts, eines kleinen Oktavspinetts aus dem Jahr 1631. Nach seinem Aufenthalt in London wurde das Instrument auch dort sehr populär und die Vermutung liegt nahe, dass Zenti das Instrument dort und auch in anderen Teilen Europas einführte. In Frankreich hieß dieses Instrument espinette à l’italienne („Spinett in italienischer Manier“) und in England wird es bentside-spinet genannt.

## Erhaltene Instrumente

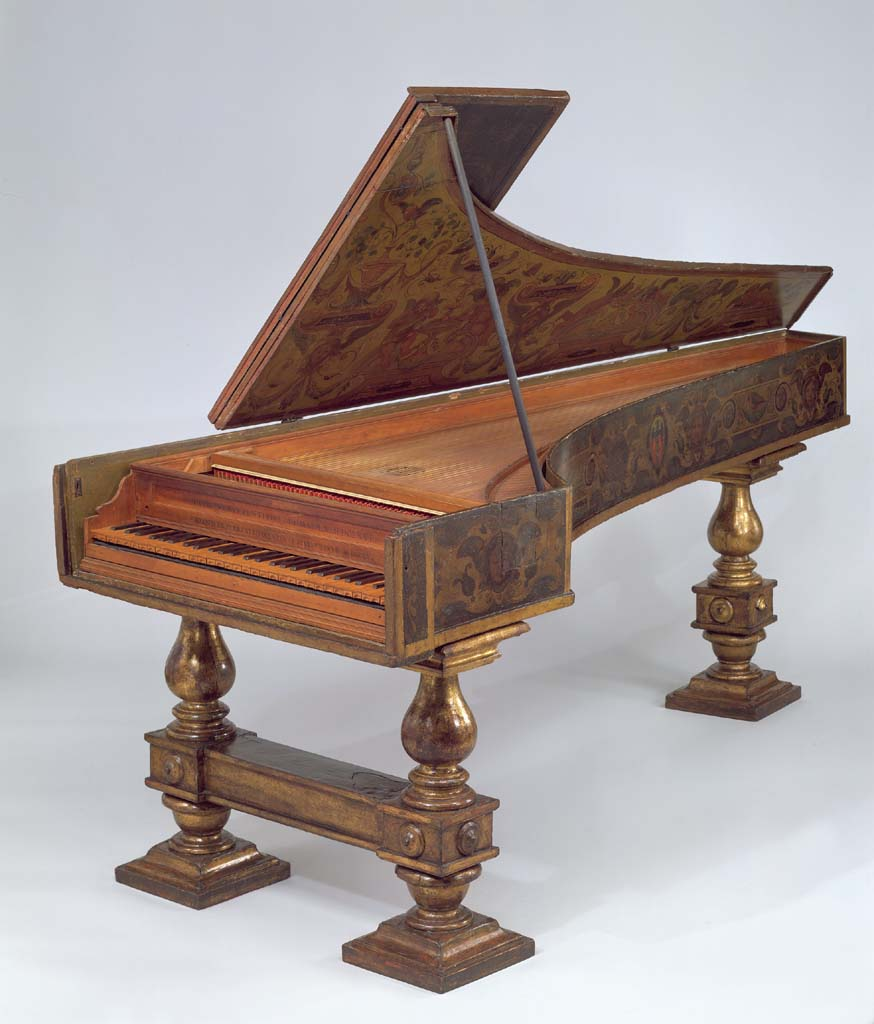
Cembalo von 1666

Es sind keine Instrumente aus seiner Zeit in Stockholm, London oder Paris erhalten, auch ist keine Orgel Zentis erhalten. Doch etwa ein Dutzend besaiteter Tasteninstrumente in Italien werden ihm zugeschrieben, davon zwei mit großer Sicherheit. Hierbei handelt es sich um ein Spinett aus dem Jahr 1631, das sich im Musikinstrumentenmuseum in Brüssel befindet und ein Cembalo aus dem Jahr 1666, welches im Metropolitan Museum of Art ausgestellt ist.
Ein weiteres Oktavspinett, ein ungewöhnlich kleines, befindet sich ebenfalls im Metropolitan Museum. Es wurde vermutlich für ein Kind gefertigt.
Im Deutschen Museum in München gibt es ein Instrument, welches die Musikinstrumentenkunde Zenti zuschreibt. Es wurde jedoch von Leopoldo Franciolini, einem Instrumentenfälscher des 19. Jahrhunderts, ruiniert. Dieser fügte dem Instrument ein zweites Manual hinzu, um den Preis zu steigern.